# Daystar University
Die Daystar University ist eine christliche Universität der Freien Künst in Nairobi, Kenia.
Der ursprüngliche Campus von Daystar liegt nahe dem Stadtzentrum von Nairobi, aber da es dort keinen Platz für eine Erweiterung gab, wurde 1992 bei Athi River, etwa 40 km südöstlich der Stadt und 5 km von der Mombasa Road entfernt, ein neuer Campus errichtet, der zum Hauptcampus wurde.

## Geschichte
Die Gründung der Universität geht auf das amerikanische Missionarsehepaar Don und Faye Smith zurück. Sie waren ursprünglich im Oktober 1952 nach Südafrika gekommen. Zusammen mit den Südafrikanischen Mitarbeitern Earnest Pheko und Edmund Khumalo gründeten sie die christliche Literaturverbreitung Daystar Publications.
Ab 1966 versuchten sie die Arbeit in Sambia und Simbabwe (Nord- und Süd-Rhodesia) zu etablieren, was aufgrund der Politik nicht gelang. 1973 besuchten die Smiths Nairobi, um Grundstücke für Daystar Communications zu erwerben. Mit einer Spende von 100.000 US-Dollar von Kenneth Taylor, dem Gründer von Living Bibles International konnten sie ein Gebäude in Nairobi erwerben.
Zwischen 1974 und 1978 führten die Smiths Trainingsprogramme in Nairobi durch und begannen einen zweijährigen Associate’s Art level-Abschluss anzubieten. Dadurch entstand das International Institute of Christian Communication. 
1984 wurde das Undergraduate Programme in Zusammenarbeit mit Wheaton und Messiah Colleges in den USA begründet. Im April 1984 wurde ein vierjähriger Bachelor-Kurs eingeführt und im November der Name Daystar University College angenommen.
1994 erhielt Daystar eine Charter.

## Lehre
Die Universität verfügt über sieben Schools und fünfzehn akademische Departments:
School of Communication
- Language and Performing Arts
- Media and Film Studies
- Strategic and Organizational Communication

School of Arts and Humanities
- Education
- Theology and Biblical Studies
- Peace and International Studies

School of Science, Engineering and Health
- Science and Engineering
- Computer Science

School of Human and Social Sciences
- Development Studies
- Psychology and Counseling
- Institute of Child Development

School of Business and Economics
- Commerce
- Economics
- Institute of Leadership and Professional Development

School of Law
- Media & Communication Law

School of Nursing
- Midwifery and Reproductive Health Nursing
- Community Health Nursing

## Alumni
- Biko Adema – Rugbyspieler
- Collins Injera – Rugbyspieler
- Larry Madowo – Journalist
- Rebecca Joshua Okwaci – Südsudanesische Politikerin